# Сенін Микита Трохимович
Микита Трохимович Сенін (16 серпня 1897, місто Одеса Херсонської губернії, тепер Одеської області — 31 жовтня 1984, місто Калінінград) — український радянський діяч, міністр рибної промисловості Української РСР. Депутат Верховної Ради УРСР 2-го скликання. Кандидат технічних наук, доцент.

## Життєпис
Народився в родині робітника Одеського порту. Трудову діяльність розпочав у 1908 році робітником у пекарні. Потім працював майстром-булочником (пекарем) у приватних пекарнях Москви і Одеси.
У 1918—1922 роках — в Червоній армії, воював на Південному і Західному фронтах.
Після закінчення громадянської війни в Росії знову працював майстром-булочником, завідував виробництвом.
Член ВКП(б) з 1927 року.
У 1936 році закінчив Московський рибний інститут, а потім аспірантуру при інституті. Захистив кандидатську дисертацію, працював на педагогічній роботі в Московському рибному інституті.
У 1939—1940 роках — відповідальний контролер Комісії партійного контролю при ЦК ВКП(б).
У 1940—1946 роках — заступник народного комісара рибної промисловості СРСР із кадрів.
25 березня 1946 — 31 січня 1949 року — міністр рибної промисловості Української РСР.
У 1949—1960-х роках працював доцентом, деканом факультету промислового рибальства Московського рибного інституту (потім Калінінградського технічного інституту рибної промисловості і господарства).
Потім — персональний пенсіонер республіканського значення.
Помер 31 жовтня 1984 року в місті Калінінграді.

## Нагороди
- орден Леніна (23.01.1948)
- два ордени «Знак Пошани» (23.08.1943)
- медалі